# Zygophylax concinna
Zygophylax concinna är en nässeldjursart som först beskrevs av James Cunningham Ritchie 1911.  Zygophylax concinna ingår i släktet Zygophylax och familjen Lafoeidae. Inga underarter finns listade i Catalogue of Life.